# Canoa/kayak ai Giochi della XXX Olimpiade - Slalom C1 maschile
La gara di slalom C1 per Londra 2012 si è svolta al Lee Valley White Water Centre dal 29 al 31 luglio 2012.

## Formato
La gara inizia con delle batterie/qualificazioni. Ogni atleta effettua la discesa due volte e il migliore dei tempi ottenuti determina la classifica e i 12 qualificati per le semifinali. Nella semifinale ogni canoista deve eseguire il percorso una volta. Gli 8 migliori canoisti si qualificano per la finale. La finale è composto da una sola discesa per partecipante. L'atleta con il miglior tempo è il vincitore.

## Programma
Tutti gli orari seguono il fuso orario inglese (UTC+1)
| Data                      | Ora   | Round          |
| ------------------------- | ----- | -------------- |
| Domenica, 29 luglio, 2012 | 13:30 | Qualificazioni |
| Martedì, 31 luglio, 2012  | 13:30 | Semifinali     |
| Martedì, 31 luglio, 2012  | 15:06 | Finale         |

## Gara

### Qualificazioni
| Pos | Nome               | Qualificazioni | Qualificazioni | Qualificazioni |
| Pos | Nome               | Tempo 1        | Tempo 2        | Migliore       |
| --- | ------------------ | -------------- | -------------- | -------------- |
| 1   | Michal Martikán    | 139,46         | 90,56          | 90,56          |
| 2   | Benjamin Savšek    | 90,83          | 203,42         | 90,83          |
| 3   | Takuya Haneda      | 101,13         | 92,72          | 92,72          |
| 4   | Sideris Tasiadis   | 96,12          | 92,83          | 92,83          |
| 5   | David Florence     | 101,60         | 93,04          | 93,04          |
| 6   | Ander Elosegi      | 93,24          | 96,60          | 93,24          |
| 7   | Tony Estanguet     | 93,24          | 99,20          | 93,24          |
| 8   | Grzegorz Kiljanek  | 101,03         | 93,50          | 93,50          |
| 9   | Stanislav Jezek    | 94,09          | 206,82         | 94,09          |
| 10  | Aleksandr Lipatov  | 96,13          | 95,51          | 95,51          |
| 11  | Zhiqiang Teng      | 95,68          | 96,06          | 95,68          |
| 12  | Kynan Maley        | 96,07          | 96,68          | 96,07          |
| 13  | Stefano Cipressi   | 96,40          | 99,74          | 96,40          |
| 14  | Casey Eichfelo     | 97,04          | 102,02         | 97,04          |
| 15  | Christos Tsakmakis | 165,79         | 105,22         | 105,22         |
| 16  | Sebastian Rossi    | 109,41         | 107,52         | 107,52         |
| 17  | Rafail Vergoyazov  | 125,49         | 225,23         | 125,49         |

     Qualificato per le semifinali

### Semifinali
| Rank | Nome              | Percorso            | Percorso |
| Rank | Nome              | Secondi di penalità | Tempo    |
| ---- | ----------------- | ------------------- | -------- |
| 1    | Sideris Tasiadis  | 0                   | 98,94    |
| 2    | Benjamin Savšek   | 0                   | 99,92    |
| 3    | Tony Estanguet    | 0                   | 101,67   |
| 4    | Ander Elosegi     | 2                   | 104,04   |
| 4    | Michal Martikán   | 2                   | 104,04   |
| 6    | Takuya Haneda     | 0                   | 104,16   |
| 7    | Stanislav Jezek   | 4                   | 104,37   |
| 8    | Kynan Maley       | 2                   | 105,49   |
| 9    | Grzegorz Kiljanek | 4                   | 106,14   |
| 10   | David Florence    | 2                   | 106,16   |
| 11   | Aleksandr Lipatov | 2                   | 107,49   |
| 12   | Zhiqiang Teng     | 0                   | 107,53   |

     Qualificato per la finale

### Finale
| Classifica | Nome             | Percorso            | Percorso |
| Classifica | Nome             | Secondi di Penalità | Tempo    |
| ---------- | ---------------- | ------------------- | -------- |
| 1          | Tony Estanguet   | 0                   | 97,06    |
| 2          | Sideris Tasiadis | 0                   | 98,09    |
| 3          | Michal Martikán  | 0                   | 98,31    |
| 4          | Ander Elosegi    | 0                   | 102,61   |
| 5          | Stanislav Jezek  | 2                   | 105,73   |
| 6          | Kynan Maley      | 0                   | 107,08   |
| 7          | Takuya Haneda    | 2                   | 110,62   |
| 8          | Benjamin Savšek  | 108                 | 219,95   |